# Moritz von der Goltz
Moritz Freiherr von der Goltz (* 20. Mai 1820 in Seeburg; † 17. Februar 1881 in Erfurt) war ein preußischer Generalleutnant.

## Leben

### Herkunft
Moritz war ein Sohn des preußischen Kapitäns Wilhelm von der Goltz (1773–1831) und dessen Ehefrau Karoline, geborene von Woisky (1792–1850) aus dem Hause Basien. Der Generalmajor Willibald von der Goltz (1829–1899) war sein jüngerer Bruder.

### Militärkarriere
Goltz besuchte die Kadettenhäuser in Kulm und Berlin. Während seiner Berliner Zeit war er 1836/37 Page beim Prinzen Wilhelm von Preußen. Anschließend wurde er am 5. August 1837 als überzähliger Sekondeleutnant der 6. Artilleriebrigade der Preußischen Armee überweisen. Zur weiteren Ausbildung absolvierte Goltz 1838/39 die Vereinigte Artillerie- und Ingenieurschule, wurde Anfang Januar 1840 zum Artillerieoffizier ernannt und Mitte Oktober 1843 in die Garde-Artilleriebrigade versetzt. Zugleich war er von Februar 1845 bis Ende September 1846 Lehrer an der Brigadeschule. Im Anschluss daran folgte eine Verwendung als Adjutant der I. Abteilung. Im März 1848 nahm Goltz an der Niederschlagung der Unruhen in Berlin teil. Unter Beförderung zum Premierleutnant folgte Ende März 1849 seine Versetzung in die 4. Artilleriebrigade. Bei der mobilen Festungs-Artillerie-Kompanie Nr. 1 kam Goltz im selben Jahr während des Krieges gegen Dänemark am Gefecht auf den Düppeler Höhen zum Einsatz und erhielt dafür den Roten Adlerorden IV. Klasse mit Schwertern.
Am 1. Januar 1853 wurde er Hauptmann und war von März 1853 bis September 1854 als Lehrer des Prinzen Wilhelm von Baden tätig. Während dieser Zeit wirkte er auch als Begleiter des Prinzen Friedrich Wilhelm von Preußen. Am 23. Dezember 1854 wurde Goltz Chef der 3. Garde-Festungs-Kompanie in Spandau. Unter Stellung à la suite des Garde-Artillerie-Regiments erfolgte am 5. Juni 1856 seine Ernennung zum Chef der Festungs-Kompanie in Mainz. Glotz wurde am 8. Juni 1859 in das Garde-Artillerie-Regiment einrangiert und zum Chef der 4. 12pfündigen Batterie ernannt. Daran schloss sich am 21. Juni 1862 eine Verwendung als Artillerieoffizier vom Platz in Köln an. Nach seiner Beförderung zum Major wurde Goltz Mitte April 1865 Kommandeur der II. Festungsabteilung der Garde-Artilleriebrigade und am 24. September 1865 Kommandeur der III. Fußabteilung. Zugleich fungierte Goltz von Oktober 1865 bis April 1867 als Mitglied der Prüfungskommission für Premierleutnants der Artillerie. Den Feldzug gegen Österreich machte er 1866 als Kommandeur der Artillerie der 2. Garde-Infanterie-Division mit und kam dabei bei Czerwenenahora, Soor und Königgrätz zum Einsatz.
Für sein Verhalten mit dem Kronenorden III. Klasse mit Schwertern ausgezeichnet, wurde Goltz am 30. Oktober 1866 zum Oberstleutnant befördert und am 9. April 1867 mit der Führung des Feldartillerie-Regiments Nr. 10 beauftragt. Am 14. Januar 1868 wurde er zum Regimentskommandeur ernannt und am 18. Juni 1869 zum Oberst befördert. Als solcher war Goltz während des Krieges gegen Frankreich 1870/71 Kommandeur der Korpsartillerie des X. Armee-Korps. Er nahm an den Schlachten bei Vionville, Gravelotte, Noisseville, Beaune-la-Rolande, Orléans, Beaugency sowie Le Mans teil und erhielt neben beiden Klassen des Eisernen Kreuzes den Orden Pour le Mérite. Nach dem Friedensschluss wurde er am 5. März 1872 zum Kommandeur der 9. Artillerie-Brigade ernannt. Mit der Trennung zwischen Festungs- und Feldartillerie führte er ab Ende Oktober 1872 die 9. Feldartillerie-Brigade weiter, wurde am 2. September 1873 Generalmajor und zwei Jahre später mit dem Roten Adlerorden II. Klasse mit Eichenlaub und Schwertern am Ringe ausgezeichnet. Infolge einer schweren Operation im Gesicht wurde Goltz am 15. September 1877 mit dem Charakter als Generalleutnant und der gesetzlichen Pension zur Disposition gestellt.

### Familie
Goltz verheiratete sich am 2. September 1878 in Erfurt mit Karoline Kah (1852–1928), Tochter des Appellationsgerichtsrates Kah. Aus der Ehe ging der Sohn Georg Konrad (1879–1915) hervor, der als preußischer Hauptmann im Grenadier-Regiment „Kronprinz“ (1. Ostpreußisches) Nr. 1 während des Ersten Weltkriegs an der Ostfront fiel.